# Riudecanyes
Riudecanyes est une commune de la province de Tarragone, en Catalogne, en Espagne, de la comarque de Baix Camp.

## Géographie
La commune de Riudecanyes est située à l'ouest de Tarragone. Elle est située  à mi-chemin entre les montagnes et la mer, qui est à seulement 10 kilomètres.

## Histoire
À Riudecanyes ont été trouvés des restes du paléolithiques moyen, on suppose l'existence d'un village ibérien dans la partie des Gorg, près du marais. Dans la grotte Josefina, en 1922, on a trouvé des restes préhistoriques mélangés à du néolithique de l'âge de fer, avec plusieurs éléments de la culture campaniforme, des armes et des instruments. Dans la grotte de la promenade des Frares on a trouvé des éléments du bronze.
La référence plus ancienne que Riudecanyes se trouve par la lettre de population de Cambrils de 1152. La référence est « torrente qui est iuxta Rivum de Canes ». Selon Eduard Toda, il existait un château seulement rappelé par la toponymie. Pendant le règne d'Alfons Bertran de Castellet, qui est cité comme Seigneur du château et remplacé par son fils Guillem et par son petit-fils Bertran.
Le village était à la tête de la baronnie d'Escornalbou au moins depuis 1387, statut de capitale qu'il a maintenu jusqu'à l'extinction des seigneuries, en 1811.

## Culture locale et patrimoine

### Lieux et monuments
Le château - monastère de Sant Miquel d'Escornalbou datant de la fin du siècle XII et débuts du XIII. Sa construction a été promue par Alfonso I, qui l'a cédé à l'église de Tarragone.
L'église Renaissance de Sant Mateu construit en 1582.elle dispose d'un autel de 25 mètres de haut et à l'origine avait un maître-autel a eu huit quatorze chapelles et autels.
Le barrage de Riudecanyes situé entre le village et les montagnes 

### Personnalités liées à la commune
- Thérèse Toda y Juncosa (1826-1898) : religieuse née à Riudecanyes.
- Thérèse Guasch y Toda (1848-1917) : religieuse née à Riudecanyes.